# Сохужинцы
Сохужинцы (укр. Сохужинці) — село в Изяславском районе Хмельницкой области Украины.
Население по переписи 2001 года составляло 357 человек. Почтовый индекс — 30372. Телефонный код — 3852. Занимает площадь 1,882 км². Код КОАТУУ — 6822187502.

## Местный совет
30372, Хмельницкая обл., Изяславский р-н, с. Тернавка, ул. Центральная, 30а